# Arhiducele Rainer Ferdinand de Austria

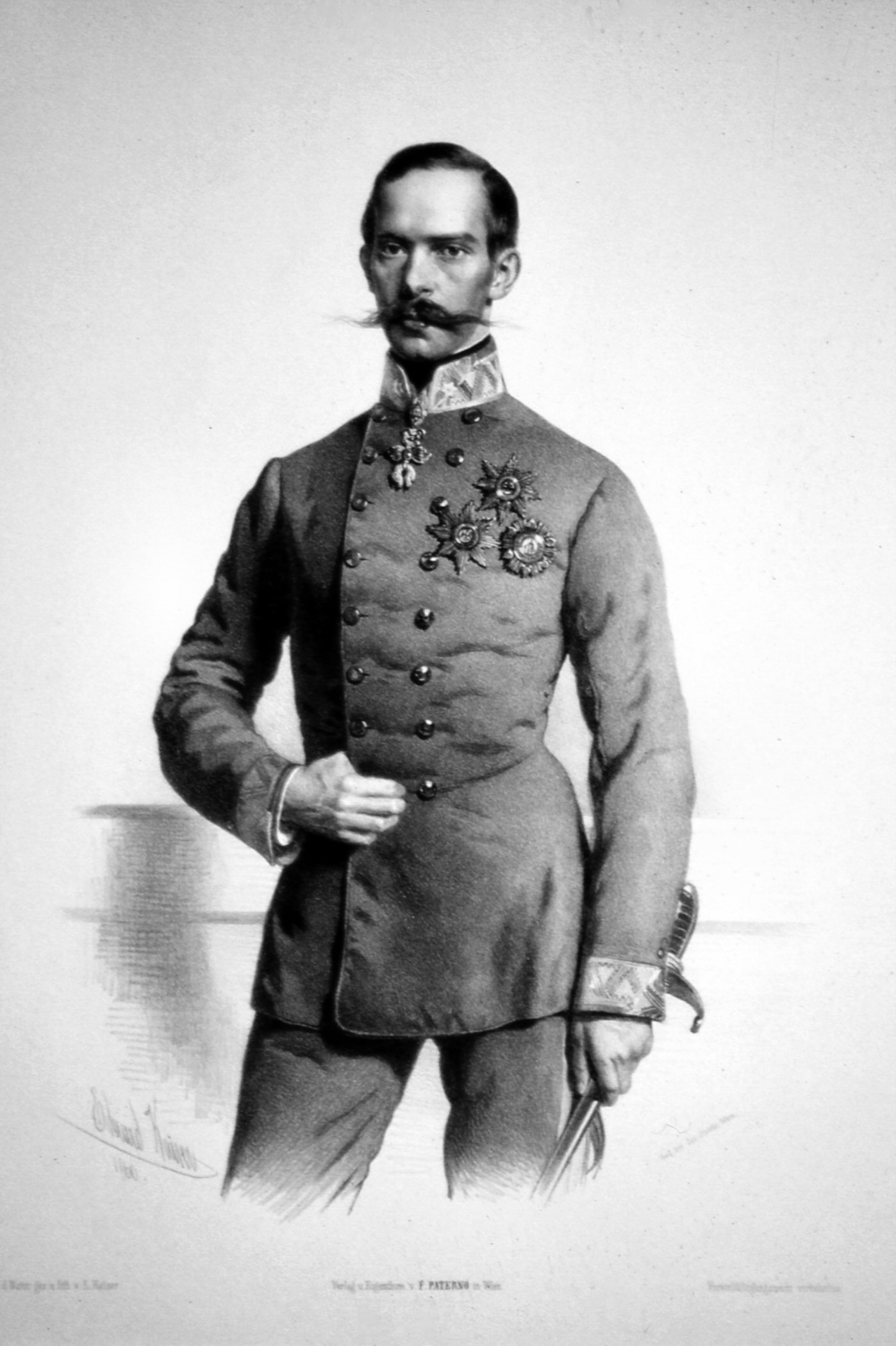
Arhiducele Rainer ca președinte al miniștrilor Imperiului Austriac, litografie de Eduard Kaiser, 1860.

Arhiducele Rainer Ferdinand de Austria (Rainer Ferdinand Maria Johann Evangelist Franz Ignaz; 11 ianuarie 1827 – 27 ianuarie 1913), a fost prim ministru austriac. A fost fiul Arhiducelui Rainer Joseph de Austria.
În 1852, s-a căsătorit cu verișoara sa, Arhiducesa Maria Carolina de Austria (1825-1915), fiica Arhiducele Karl, Duce de Teschen. Mariajul a fost unul fericit, și cuplul a fost probabil cel mai popular din rândul familiei Habsburg. Mariajul a rămas fără copii.
Rainer a fost, de asemenea, general în Armata Comună și foarte interesat de artă și știință, în particular de Papirologie. 